# جون اينار بوستروم
جون اينار بوستروم (بالسويدية: Johan Einar Boström)‏ هو حكم كرة قدم سويدي، ولد في 9 أكتوبر 1922 في يفله في السويد، وتوفي في 21 سبتمبر 1977.

## روابط خارجية
- جون اينار بوستروم على موقع Soccerway.com (الإنجليزية)